# Associazione Calcio Prato 1966-1967
Questa pagina raccoglie le informazioni riguardanti l'Associazione Calcio Prato nelle competizioni ufficiali della stagione 1966-1967.

## Rosa
| N. |                   | Ruolo | Calciatore          |
| -- | ----------------- | ----- | ------------------- |
|    | Italia (bandiera) | A     | Demetrio Ambrosio   |
|    | Italia (bandiera) | D     | Alberto Benini      |
|    | Italia (bandiera) | A     | Egidio Bicchierai   |
|    | Italia (bandiera) | D     | Gianfranco Bullini  |
|    | Italia (bandiera) | C     | Guglielmo Carminati |
|    | Italia (bandiera) | A     | Ilario Castagner    |
|    | Italia (bandiera) | A     | Vinicio Ciacci      |
|    | Italia (bandiera) | P     | Giorgio De Rossi    |
|    | Italia (bandiera) | P     | Dino Di Carlo       |
|    | Italia (bandiera) | C     | Otello Ferri        |

| N. |                   | Ruolo | Calciatore       |
| -- | ----------------- | ----- | ---------------- |
|    | Italia (bandiera) | C     | Olinto Forlucci  |
|    | Italia (bandiera) | C     | Roberto Franzon  |
|    | Italia (bandiera) | A     | Roberto Ghelli   |
|    | Italia (bandiera) | A     | Bruno Graziani   |
|    | Italia (bandiera) | D     | Sergio Magelli   |
|    | Italia (bandiera) | D     | Marco Peselli    |
|    | Italia (bandiera) | D     | Italo Rizza      |
|    | Italia (bandiera) | A     | Giancarlo Roffi  |
|    | Italia (bandiera) | C     | Silvio Scapecchi |